# Championnats de France d'athlétisme 1972
Navigation
Championnats 1971 Championnats 1973
Les Championnats de France d'athlétisme 1972 ont eu lieu du 21 au 23 juillet 1972 au Stade Yves-du-Manoir de Colombes. Les épreuves combinées se déroulent les 15 et 16 juillet 1972 à Colombes.

## Faits marquants
Le 3 000 mètres féminin est disputé pour la première fois lors d'un championnat de France d'athlétisme en plein air. Sylviane Telliez réalise le doublé sur le 100 mètres et le 200 mètres, à un 1/10e de ses records de France, sa coéquipière du Racing Club de France, Catherine Delachanal, terminant à chaque fois deuxième.

## Palmarès
| Discipline        | Hommes                 | Hommes          | Femmes                   | Femmes       |
| ----------------- | ---------------------- | --------------- | ------------------------ | ------------ |
| 100 m             | Alain Sarteur          | 10 s 2          | Sylviane Telliez         | 11 s 2       |
| 200 m             | René Metz              | 21 s 0          | Sylviane Telliez         | 23 s 8       |
| 400 m             | Francis Kerbiriou      | 46 s 9          | Nicole Duclos            | 52 s 3       |
| 800 m             | Roqui Sanchez          | 1 min 47 s 5    | Martine Duvivier         | 2 min 06 s 9 |
| 1 500 m           | Jean-Pierre Dufresne   | 3 min 41 s 4    | Nicole Mory              | 4 min 27 s 8 |
| 3 000 m           | -                      | -               | Françoise Nicolas        | 9 min 56 s 6 |
| 5 000 m           | Raymond Zembri         | 13 min 47 s 6   | -                        | -            |
| 10 000 m          | Noël Tijou             | 28 min 31 s 8   | -                        | -            |
| 20 km marche      | Gérard Lelièvre        | 1 h 36 min 23 s | -                        | -            |
| 100 m haies       | -                      | -               | Jacqueline André         | 13 s 1       |
| 110 m haies       | Guy Drut               | 13 s 5          | -                        | -            |
| 400 m haies       | Jean-Pierre Perrinelle | 50 s 1          | -                        | -            |
| 3 000 m steeple   | Gérard Buchheit        | 8 min 31 s 4    | -                        | -            |
| Saut en longueur  | André Vix              | 7,94 m          | Odette Ducas             | 6,39 m       |
| Triple saut       | Bernard Lamitié        | 16,41 m         | -                        | -            |
| Saut en hauteur   | Henry Elliot           | 2,12 m          | Monique Horrent          | 1,74 m       |
| Saut à la perche  | Titre non attribué,    | -               | -                        | -            |
| Lancer du poids   | Yves Brouzet           | 19,35 m         | Simone Créantor          | 14,55 m      |
| Lancer du disque  | Michel Chabrier        | 56,30 m         | Nicole Pierotti          | 47,44 m      |
| Lancer du marteau | Vladimir Prikhodko     | 68,70 m         | -                        | -            |
| Lancer du javelot | Lolésio Tuita          | 77,44 m         | Marie-Jeanne Cretel      | 48,62 m      |
| Décathlon         | Yves Le Roy            | 7 835 pts       | -                        | -            |
| Pentathlon        | -                      | -               | Marie-Christine Debourse | 4 376 pts    |